# Tupi (cruzador torpedeiro)
Tupi foi um cruzador torpedeiro operado pela Marinha do Brasil, pertencente à classe Tupi junto com o Tamoio e Timbira. Em 1915, durante a Primeira Guerra Mundial, patrulhou a costa brasileira. Teve baixa de serviço em 27 de dezembro daquele ano.

## Construção
Tupi foi construído pelo estaleiro Stettin, em Kiel, na Alemanha, e foi lançado ao mar em 15 de novembro de 1896. Seu nome é uma homenagem à nação tupi, povo indígena brasileiro que dominava o litoral do país na época da colonização portuguesa. Foi o terceiro e último cruzador torpedeiro encomendado. A incorporação se deu em 15 de outubro de 1897. O navio foi construído com 1 190 toneladas de deslocamento máximo, 79,35 m de comprimento, 9,40 m de boca, 5 m de pontal e 2,97 m de calado. Seu sistema de propulsão consistia em duas máquinas a vapor que geravam 7 693 HP de potência e impulsionava a embarcação a até 22,5 nós de velocidade. Possuía 2 canhões Armstrong de 101 mm, 6 canhões Nordenfelt de 57 mm, 2 canhões Maxim de 37 mm, 2 metralhadoras Maxim de 7 mm e 2 tubos lança torpedos de 452 mm.

## Serviço
Tupi era líder de sua classe de cruzadores torpedeiros. Inicialmente, o Tupi foi integrado à Primeira Divisão de Evoluções, uma divisão que contava também com o encouraçado Riachuelo, cruzador Barroso e cruzador-torpedeiro Tamoio. A partir de 1903, o cruzador realizou diversas viagens entre os portos brasileiros do norte e do sul. Em 21 de janeiro de 1913, Tupi participou das homenagens à transladação dos despojos das vítimas do afundamento do Aquidabã, ocorrido em 1906, em conjunto com os cruzadores Rio Grande do Sul, Tamoio e Tiradentes.
Em 19 de maio, realizou viagem em formação com outros dois cruzadores para a região sul, com paradas em Buenos Aires e Montevidéu. A frota chegou ao Rio de Janeiro em 11 de junho, e entraram na barra em formação com quatro contratorpedeiros da Classe Pará, com os postos em continência ao Monumento ao Almirante Barroso e para participarem da comemoração da data alusiva à Batalha Naval do Riachuelo.
No fim de 1913, realizou exercícios navais com a frota da Esquadra da Ilha de São Sebastião formada pelos encouraçados Minas Gerais, São Paulo, Floriano e Deodoro; os cruzadores Barroso, Bahia e Rio Grande do Sul, os cruzadores-torpedeiros Tamoio e Tymbira, os contratorpedeiros Amazonas, Pará, Piauí, Rio Grande do Norte, Alagoas, Paraíba, Sergipe, Paraná, e o Santa Catarina. Durante a Primeira Guerra Mundial, realizou a patrulha da costa brasileira entre os meses de janeiro e novembro de 1915. Foi descomissionado em 27 de dezembro de 1915.